# バカボン鬼塚
バカボン鬼塚（バカボン おにづか、1963年5月11日 - ）は、ラジオパーソナリティ、ナレーター、ミュージシャン、俳優。本名は鬼塚 公仁（おにづか きみひと）。foh piece所属。愛称は「鬼ちゃん」「おに氏」など。

## 来歴
静岡県清水市（現：静岡市清水区）出身。東海大学第一高等学校（現東海大学付属静岡翔洋高等学校）、東海大学文学部卒業。
大学時代は落語研究会に在籍しており、高座名は「頭下位亭きんぴら（とうかいてい-）」。これはOBである春風亭昇太が訪問した際につけられた。ちなみに昇太はもう一人に「頭下位亭ごぼう」と名づけた。
大学在学中からメディア関係の仕事をしていたが、卒業した頃は舞台俳優を目指し、劇団青年座の研究所で芝居の勉強をしていた。当時は体を鍛えていたため筋肉質の体型だったが、訓練をやめてしばらくした後、風呂に足を入れようとしている自らの体を鏡で見た際、「たれに入れる寸前の烏賊飯のイカ」のようになっていたという。これを本人は「いかめし事件」と語っている。
その後シャ・ラ・ラ・カンパニーに入社し、番組制作に携わった（放送作家、ディレクター）。クリス・ペプラーがナビゲーターを務めるJ-WAVEの看板番組『TOKIO HOT 100』にて番組ADを務め、(当時のディレクターはピストン西沢) 後に喋り手に転向した。この経験から、自身がパーソナリティを務めるラジオ番組では、練った企画やリスナーの身近な話題をもとにした企画を特徴とするものが多い。
また同じ頃、東京都渋谷区で大道具のアルバイトをしていたことがあり、そこできっくん（菊池淳介）と出会っている。ただし、菊池との出会いについては「かかしのブログ」の「かかしロングインタビュー『かかしの歴史 vol.1(前)』」には、「シャ・ラ・ラ・カンパニーの忘年会で同僚として出会った」という旨の記述もある。
2017年4月より、活動の拠点を東京から出身地である静岡県に移す。当初は月 - 木曜日にK-MIX（浜松市の本社スタジオ）の帯番組、土曜日に埼玉県さいたま市大宮区に赴いてNACK5の番組（生放送・収録）を担当していた。
2021年4月5日、ラジオ番組『FAV FOUR』の初回にて、同年2月に再婚していたことが本人より語られた。
2023年4月現在、週5日間・計19時間もの生放送を関東・中部地方の1都3県4ヶ所のスタジオで務めている。また、それらのラジオ番組出演と並行して、テレビ番組やコマーシャルのナレーション、ライブ、イベント出演等も関東滞在中にこなしている。
- 月曜夜：東京都中央区銀座にあるNACK5 銀座スタジオ
- 水・木曜夕：静岡市にあるK-MIX 新静岡セノバのサテライトスタジオ
- 金曜夕：長野県松本市にあるFM長野 本社スタジオ
- 土曜昼：さいたま市にあるNACK5 アルシェ大宮のサテライトスタジオ

### 歌手活動
1992年にラジオ制作会社の同僚であった菊池・村上雄信と共にかかしを結成。
2008年に村上とキンモクセイの後藤・白井・張替との5人でYOUNGER GENERATIONを結成。
ソロ活動は「B.O.K.」（「バカボン鬼塚公仁（Bakabon Oniduka Kimihito）」のイニシャル）名義で2011年に開始。当初は1stアルバム「O.S.T」限りで終了予定だったが、反響が大きかったため現在はバンドとして活動。メンバーはバカボン鬼塚（Vo.&Gt.）・村上雄信（Gt.）・白井雄介（Ba.、ex. キンモクセイ）・田中大介（Key.、ex. COOL DRIVE）・杉原正太（Dr.）の5人。
他にも村上との2人で「おーさんむーさん」として活動、主にB.O.K.の楽曲をアレンジして演奏する。さらに『K-mix FOOO NIGHT ピンソバ』で共演した元K-mixアナウンサーの高橋茉奈を加え、3人で「OMM」（「Oniduka, Murakami, Mana」のイニシャル、読みは「オム」）としても活動、オリジナル曲も存在する。

## 人物
芸名の由来はマンガ『天才バカボン』の登場人物「バカボンのパパ」に似ている事が由来。
伊集院光と声質が似ており、ラジオ番組でリスナーから「伊集院光さんこんにちは」などと挨拶されることがあった。自らの声を「ドブ声」とも自称している。
声優の金月真美と仲が良く、金月のアルバム「Touch and Go」収録曲「Old Fashioned Love Song」の作曲を本名名義で手掛けた。
フィアット 500のオーナーだったが、駐車場の都合で泣く泣く手放したことがある。
趣味はレコード蒐集で、番組内では名盤や名曲を頻繁に紹介している。その他、料理や漫画を読むことも趣味としている。
中学1年生から3年間、「夢野 午時（ゆめの ごとき）」のペンネームで小説を執筆していた。
ラジオ番組では音が割れるほどのハイテンションな喋りが特徴である。意味のないフレーズの絶叫を入れたり、ヨーデルやオペラを歌ったり、いきなり声色を変えたりすることがあり、本人は「言い方芸」と称している。
それとは対照的に、自分の性格は人見知りであると述べている。もともと汗かきであることや、ラジオ出演中はテンションが上がり、独りで勝手に汗をかくからということで、真冬であっても半袖Tシャツのみを着用している。このため冬場に長袖を着ていると、周囲から風邪で体調を崩しているか、当人が耐えられないほどの記録的な寒さなのだと判断される。
これまで担当したラジオ番組の相方には、独特な雰囲気や世界観をもつパーソナリティと組むことが多いが、そうした相方の潜在能力や素の顔を引き出すことに長けており、それが番組の人気につながっている。このことについて「相方を育てるのではなくツーマンでしゃべる」ことと「相手をコントロールしようとしない」ことを根底として、かつ「リスナーと同じ目線で向き合うようにしている」結果だという。仮に自身の話をしていても、相方が入ってきて何気ない一言が面白いと思えば自身の話もオチもすべて捨てて相方側に流れる柔軟性がこの位置を築いていると語る。

## 現在の出演番組

### ラジオ
- HITS! THE TOWN（NACK5、1996年10月 - ）- パーソナリティ
- FAV FOUR（NACK5、2021年4月 - ）- 月曜パーソナリティ
- 翔べ!FRI-TAG!!（FM長野、2022年4月1日 - ）- パーソナリティ
- K-MIX MOVE ON（K-MIX、2023年4月 - ）- 水曜・木曜パーソナリティ
- バカボン鬼塚 アナログアワー「ログあわ!」（ラジオ日本、2024年4月 - ）- パーソナリティ[6]

### テレビ
- 水バラ『ローカル路線バス乗り継ぎ対決旅 陣取り合戦』(テレビ東京系・ナレーター、2020年5月20日 - )
- 世界頂グルメ (日本テレビ系・ナレーター、2024年4月17日 - )[7]

## 過去の出演番組

### ラジオ
NACK5
- SUPER HIT OPERATION 電リクキング - 「HITS! THE TOWN」の前身番組
- ドリームメッセンジャー
- ザ・シュレッダーショー（日曜深夜、不定期放送）
- 金月真美 MOONLIGHT LIPS（ラジオドラマ内に役者として出演）
- The Nutty Radio Show 鬼玉（月曜・水曜パーソナリティ、2003年4月 - 2010年9月）
- The Nutty Radio Show おに魂（月曜パーソナリティ、2010年10月 - 2016年9月・火曜パーソナリティ、2013年4月 - 2017年3月・水曜パーソナリティ、2010年10月 - 2013年3月）
- バカボン鬼塚 ABレコ（パーソナリティ、2016年10月 - 2023年3月）

JFN系列局
- 恋が止まらない (TOKYO FM)
- AXIA 52インデックス (TOKYO FM)
- リスナーズスタジオH800 (TOKYO FM)
- ラジ王 (TOKYO FM・JFN系)
- RBZ（RADIO BERRY、2014年4月 - 2016年3月）- 木曜日パーソナリティ
- 夕方情報バラエティ ユウガチャ!+（FM GUNMA、2015年4月 - 2017年3月）- 水曜パーソナリティ
- 346 GROOVE FRIDAY (FM長野) - 松山三四六の代理出演・2017年7月28日、9月1日、2018年9月21日、2022年3月4日・11日、18日、25日 (最終回)
- K-mix FOOO NIGHT ピンソバ（K-mix、2017年4月 - 2021年3月）- パーソナリティ
- K-mix Wiz.（K-mix、2021年4月 - 2023年3月）- 水曜・木曜パーソナリティ
- 環境のミカタ presents Show WA!トレジャーニー（K-MIX・月1回放送、2022年11月 - 2023年10月）- パーソナリティ

YBSラジオ
- ガンバ・LA・ねっと
- はんちんぐ（ - 2009年3月）
- Talk魂765 Go!Go!イチ（火曜・水曜パーソナリティ、2009年3月 - 2011年3月→木曜・金曜パーソナリティ、2011年4月 - 2013年3月）

J-WAVE
- ラジオリクエスト2001
- NISSAN STAND-UP TOKIO!!（コント出演）

その他
- SUPER FREAK SUNDAY (FM FUJI)
- バカボン鬼塚のマニッシュイケてる倶楽部 (ラジオ大阪)
- ESアワー ラジヲのおじかん (東海ラジオ)
- オールナイトニッポン 有楽町音楽室（ニッポン放送、2007年4月6日 - 2008年12月26日）- パーソナリティ
- バカボン鬼塚ユルゲラー（SBCラジオ、2010年4月 - 2011年9月）
- バカボン鬼塚 ユル〜リ･ブリンナー（CRT栃木放送、2016年4月 - 2016年9月）- パーソナリティ
- ESSPRIDE presents ニッポンの底力 社長チップスRADIO（ラジオ日本、2017年9月7日 - ）- ナレーター

### テレビ
特記なき限りはすべてナレーターとしての出演である。
テレビ東京系
- 田舎に泊まろう!（2003年4月 - 2010年3月）
- 落ちこぼれ犬奮闘記（2010年8月17日・再放送：9月4日）
- 土曜スペシャル
  - この秋の日本一を探せ!! 駅弁達人とめぐるローカル線の旅（2010年10月9日）
  - これが世界の行き止まり！地球のはしっこ！絶景ハウス（2017年10月14日）

- 太川蛭子の旅バラ『ローカル路線バス乗り継ぎの旅』（2019年5月16日 - 8月29日）
- 新幹線変形ロボ シンカリオンZ 第14話『斬黒! ダークシンカリオン‼︎』（ラジオパーソナリティとして本人役で出演、アニメ。2021年7月23日）

フジテレビ系
- 春夏冬中（あきないちゅう）(1999年) - 北鎌倉にある、どんなことでも知っている架空のお寺のお坊さん役で出演
- 彼らの海 〜ウォーターマンに憧れて〜 (テレビ熊本制作、1999年)
- とんねるずのみなさんのおかげでした『とんねるずを泊めよう!』(2007年 - 2018年)
- 発見！ウワサの食卓 (関西テレビ制作・フジテレビ系全国ネット、2015年)
- 潜入！ウワサの大家族 (関西テレビ制作・フジテレビ系全国ネット、2016年)　
- 世界の何だコレ!?ミステリー（2015年11月18日 - 2020年）- 立木文彦・渡辺美佐との交代出演
- 又吉直樹の五・七・GO！新しい日本が見える俳句旅 (BSフジ制作、2016年)　　　　　　　

日本テレビ系
- モー。たいへんでした (2001年)
- ダウンタウンのガキの使いやあらへんで!!『ヘイポーの田舎に泊まらせていただきます』（2010年8月8日・15日）
- news every. 『大使館特集』(2017年)
- 異国の地で本当にうまい店を探し出せ！世界未開グルメ (2023年2月19日・7月5日・12月24日)

テレビ朝日系
- 雑学家族（2012年4月28日 - 2013年3月23日）
- その通い道ご一緒します (2019年5月6日・13日)

TBS系
- 激ウマ！漁師めし（BS-TBS制作、2017年）

その他（独立局など）
- フジログ 第15話『オサム ラジオDJに挑戦する』（テレビ埼玉・ラジオパーソナリティとして本人役で出演、アニメ。2010年10月10日放送）

## CMナレーション

### テレビ
- 三菱自動車「FTO」
- トヨタ自動車「トヨタ・ファンカーゴ」
- いすゞ自動車
- イルマオート
- 伊藤園「TEAS'TEA」
- キリンビール「のどごし生」
- サントリー「ウイスキーが、私にやってきた」
- 日清食品「日清イタリアンシリーズ」
- ケロッグ
- 伊藤ハム（田村正和出演）
- 味の素 「Cook Do 今日の大皿シリーズ」
- ハウス食品「ウコンの力」
- 年末ジャンボ宝くじ
- ファインディング・ニモ
- ユニバーサルスタジオジャパン
- ミサワホーム
- 東京海上日動あんしん生命
- 三井住友フィナンシャルグループ
- スルガ銀行
- SMBC日興証券「世界を駆ける編」
- 花王「アタック漂白剤in」「AUBE」「メンズビオレ」
- ユニ・チャーム「ムーニーマン」
- P&G「アリエール『第3の洗剤編』」
- Dell
- ニトリ
- パクロス
- ベルキューブ
- 日本マクドナルド「フード マグネット」
- ミスタードーナツ
- LINE 「LINE NEWS」
- 任天堂「タッチ!カービィ スーパーレインボー」

### ラジオ
- いすゞ自動車
- NACK5でのみ放送されるCM
  - 西武鉄道（西武園ゆうえんち・プールとくとくパス、2007年）
  - ジョイフル本田
  - Ju埼玉（スプリングキャンペーン、2008年）
  - 大宮璃宮（2010 - 2011年）
  - ズバット自動車保険

### ドラマCD
- 金月真美の MOONLIGHT LIPSシリーズ
- 超兄貴

## スタッフとしての参加

### 過去
- TOKIO HOT 100 (J-WAVE)
- 根本から音楽（JFNC）

## 音楽活動
「バカボン鬼塚」名義
- しなの恋巡り

「B.O.K」名義
|             | リリース日     | タイトル              | 品番      | 収録曲 | 発売元                                                      | 備考                                                                 |
| ----------- | -------------- | --------------------- | --------- | --- | ----------------------------------------------------------- | -------------------------------------------------------------------- |
| 1stアルバム | 2011年8月24日  | O.S.T                 | DQCL-1781 | 【DISC1】 1. STARDUST BLUES 2. MIDNIGHT RENDEZVOUS 3. SUNNY SIDE UP 4. 青空のむこう 5. VON VOYAGE 6. SKETCHY OF LOVE 7. 夕凪の色さえ 8. 冬の夜、僕はコートのポケットに手を入れて街を歩く 9. 港町通信 10. ともしびⅡ 【DISC2】 1. SUNSET GLOW 2. 星空の自転車 3. TOMORROW 4. DEAR 5. SO LONG 6. 青い薔薇 銀の星 7. WINTER HOLIDAY 8. またいつか会えるなら 9. 海風の街 10. ともしび | ソニー・ミュージックエンタテインメント                      |                                                                      |
| 1stEP       | 2017年12月10日 | E.P                   | BBCD-0002 | 1. フライ・ハイ 2. ありふれた日 3. ラヴ・ユー 4. モーニング・ブライト 5. カセットテープ・ミュージック | BLUE BEAT                                                   | 販売終了                                                             |
| 再発盤      | 2018年7月16日  | O.S.T Special Edition | DQCL-731  | 【DISC1】 1. STARDUST BLUES 2. MIDNIGHT RENDEZVOUS 3. SUNNY SIDE UP 4. 青空のむこう 5. VON VOYAGE 6. SKETCHY OF LOVE 7. 夕凪の色さえ 8. 冬の夜、僕はコートのポケットに手を入れて街を歩く 9. 港町通信 10. ともしびⅡ 11. STARDUST BLUES (2018/04/01 浜松窓枠Live Ver.) 12. DEAR (2018/04/01 浜松窓枠Live Ver.) 13. VON VOYAGE (2018/04/01 浜松窓枠Live Ver.) 【DISC2】 1. SUNSET GLOW 2. 星空の自転車 3. TOMORROW 4. DEAR 5. SO LONG 6. 青い薔薇 銀の星 7. WINTER HOLIDAY 8. またいつか会えるなら 9. 海風の街 10. ともしび 11. FLY HI(2018/04/01 浜松窓枠Live Ver.) 12. LOVE YOU (2018/04/01 浜松窓枠Live Ver.) 13. CASSETTE TAPE MUSIC (2018/04/01 浜松窓枠Live Ver.) | ソニー・ミュージックダイレクト (オーダーメイドファクトリー) | 1stアルバム「O.S.T」にボーナストラックとしてライブ音源を加えた再発盤 |
| 2ndアルバム | 2018年10月24日 | L.P                   |           | 1. MIDNIGHT FLOWER 2. MORNING BRIGHT 3. 街角 4. FLY HI 5. AROUND THE WORLD 6. HOMETOWN. SKETCH 7. 列車の旅のように 8. 君との人生 9. CASSETTE TAPE MUSIC 10. 荒地にて 11. DARLIN' 12. ありふれた日 13. 星空と街の灯と 14. LOVE YOU 15. 真昼の月 | BLUE BEAT                                                   |                                                                      |

### 参加作品
歌手として
『ESアワー ラジヲのおじかん』関連
- VINTAGE（2001年3月7日）
- Believe 〜気づけばそこに〜（2001年10月30日）

楽曲提供
- 金月真美『Old Fashioned Love Song』(作曲) -「鬼塚公仁」名義
- NACK5オールスターズ『WE ARE THE NACK5 2023』(作曲)

プロデュース
- 村塚六四三『ぼんじゅ～る』 - 村上雄信との共同プロデュース
- イノミサコ 1stアルバム『彩 -irodori-』 - サウンドプロデュース、「洒暮 門」名義
- イノミサコ 2ndアルバム『SOUNDSCAPE』 - サウンドプロデュース、「洒暮 門」名義